# منتخب كندا تحت 20 سنة لاتحاد الرغبي
منتخب كندا تحت 20 سنة لاتحاد الرغبي (بالإنجليزية: Canada national under-20 rugby union team)‏ هو ممثل كندا الرسمي في المنافسات الدولية في اتحاد الرغبي تحت 20 سنة.